# Pływanie na Letniej Uniwersjadzie 1970
Pływanie na Letniej Uniwersjadzie 1970 – zawody pływackie podczas szóstej letniej uniwersjady rozegrano w Turynie od 26 do 29 sierpnia 1970 roku. W zawodach uczestniczyło 197 sportowców w tym 58 kobiet z 24 krajów. W gronie tym znalazło się 6 reprezentantów Polski (w tym 1 kobieta). Podczas zawodów pobito 10 rekordów uniwersjady oraz 5 rekordów krajowych. 

## Klasyfikacja medalowa
| Klasyfikacja medalowa | Klasyfikacja medalowa | Klasyfikacja medalowa | Klasyfikacja medalowa | Klasyfikacja medalowa | Klasyfikacja medalowa |
| --------------------- | --------------------- | --------------------- | --------------------- | --------------------- | --------------------- |
| Miejsce               | Kraj                  | Złoto                 | Srebro                | Brąz                  | Razem                 |
| 1                     | Stany Zjednoczone     | 18                    | 11                    | 6                     | 34                    |
| 2                     | ZSRR                  | 3                     | 7                     | 4                     | 14                    |
| 3                     | Jugosławia            | 2                     | 1                     | 1                     | 4                     |
| 4                     | Japonia               | 0                     | 2                     | 3                     | 5                     |
| 5                     | Wielka Brytania       | 0                     | 0                     | 4                     | 4                     |
| 6                     | Niemcy                | 0                     | 0                     | 2                     | 2                     |
| 7                     | Kanada                | 0                     | 0                     | 1                     | 1                     |
|                       | Polska                | 0                     | 0                     | 1                     | 1                     |